# Nicolás Gutiérrez
El teniente coronel Nicolás Gutiérrez fue un militar mexicano que fue dos veces gobernador de Alta California en el año de 1836, siendo su primer periodo de enero a mayo y su segundo de julio a noviembre.
Gutiérrez sirvió como gobernador de Alta California en dos brevísimos periodos en el año de 1836. Su primer periodo comenzó el 2 de enero de 1836 como gobernador interino hasta la llegada del general Mariano Chico que lo precedió y luego subsecuentemente sucedió a este luego de la destitución sumaria por abandonar su puesto. Sin embargo, Gutiérrez fue derrocado por una revuelta dirigida por Juan Bautista Alvarado el 5 de noviembre de 1836. La batalla fue corta y su rendición fue asegurada luego de un disparo de cañón sobre la residencia del gobernador. Gutiérrez y sus oficiales fueron detenidos en Cabo San Lucas en el bergantín inglés Clementine, el 11 de noviembre de 1836 antes de regresar a México.